# Brzinomjer
Brzinomjer je mjerni instrument ili uređaj za mjerenje brzine. U cestovnim i željezničkim vozilima mjeri se brzina vrtnje osovine tahometrom. Brodski brzinomjer (kadšto log, prema engleskom nazivu za komad drva koji bi se bacio u vodu, te se brzina broda određivala na osnovi vremena potrebnoga da drvo prevali udaljenost od pramca do krme) različite je konstrukcije, od jednostavnoga do onoga što brzinu mjeri mjernim vijkom uronjenim u vodu, koji okretanjem registrira prijeđeni put u određeno vrijeme ili inducira električni napon, zatim na temelju razlike hidrodinamičkog i hidrostatičkog tlaka te Dopplerova učinka. Brzina zrakoplova određuje se iz razlike zaustavnog (Pitotova cijev) i statičkog tlaka zraka mjerena s pomoću Prandtlove cijevi.

## Vanjske poveznice
|  | Zajednički poslužitelj ima još gradiva o temi Brzinomjer |